# Grb Južne Koreje
Grb Južne Koreje sastoji se od simbola taegeuk koji se također nalazi i na zastavi Južne Koreje okružen s pet stiliziranih latica i trakom s natpisom Daehan Minguk (Republika Koreja). 